# Сашка Соколов
Сашка Соколов српска је атлетичарка и параолимпијка. Такмичила се у бацању копља на Летњим параолимпијским играма 2016.

## Каријера
Као ћерка фудбалског тренера Саше Соколова прво је тренирала фудбал. Убрзо је прешла на рукомет јер у Пироту није постојао женски фудбалски клуб. Због свог инвалидитета користила се углавном само левом руком.
Године 2013. преселила се у Београд након уписа на Факултет за специјалну едукацију и рехабилитацију. Параолимпијски комитет препознао је њен таленат и убрзо је поред рукомета почела да тренира и бацање копља. Након само три месеца, учествовала је на такмичењима и постала европски јуниорски првак. На Европском првенству за младе особе са инвалидитетом освојила је златну медаљу у бацању кугле постављајући лични рекорд (8.12 m). Првенство је одржано у Хрватској, где је освојила прво место у бацању копља (27.55 m).
Године 2016. квалификовала се за Летње параолимпијске игре у Рио де Женеиру, као једна од најмлађих такмичара, где је заузела шесто место (33,26 m) у финалу класе Ф46. Њен лични рекорд у бацању копља износи 34,80 m. Град Пирот ју је прогласио исте године за најбољу спортисткињу.